# Planet Zero
Planet Zero ist das siebte Studioalbum der US-amerikanischen Rockband Shinedown. Es wurde am 1. Juli 2022 veröffentlicht und ist der Nachfolger von Attention Attention.

## Entstehung
Das Album wurde von Bassist Eric Bass produziert und während der COVID-19-Pandemie in Bass’ neu erbauten Big Animal Studio, Charleston, South Carolina aufgenommen. Am 26. Januar 2022 wurde es angekündigt, gemeinsam mit der gleichnamigen ersten Single. Das Album greift laut Sänger Brent Smith kontroversere Themen auf als die Vorgänger. Vom Klang her sei es reduzierter.

## Titelliste
| Nr.          | Titel                               | Länge |
| ------------ | ----------------------------------- | ----- |
| 1.           | 2184                                | 0:22  |
| 2.           | No Sleep Tonight                    | 2:31  |
| 3.           | Planet Zero                         | 3:42  |
| 4.           | Welcome                             | 0:35  |
| 5.           | Dysfunctional You                   | 3:38  |
| 6.           | Dead Don't Die                      | 3:15  |
| 7.           | Standardized Experiences            | 0:43  |
| 8.           | America Burning                     | 3:43  |
| 9.           | Do Not Panic                        | 0:33  |
| 10.          | A Symptom of Being Human            | 4:08  |
| 11.          | Hope                                | 3:39  |
| 12.          | A More Utopian Future               | 0:34  |
| 13.          | Clueless and Dramatic               | 3:06  |
| 14.          | Sure Is Fun                         | 3:00  |
| 15.          | Daylight                            | 4:01  |
| 16.          | This Is a Warning                   | 0:50  |
| 17.          | The Saints of Violence and Innuendo | 3:41  |
| 18.          | Army of the Underappreciated        | 3:14  |
| 19.          | Delete                              | 0:36  |
| 20.          | What You Wanted                     | 3:03  |
| Gesamtlänge: | Gesamtlänge:                        | 48:57 |

## Rezeption

### Kritiken
Michael Edele schrieb bei Laut.de: „Ich erinnere mich noch sehr gut daran, wie ich Threat to Survival 2015 als Produzentenalbum beschrieben habe, und nach wie vor bin ich der Meinung, dass damals keiner der Songs in einer Livesituation entstanden ist. Ob das bei Planet Zero der Fall war, sei mal dahingestellt – dennoch hat strahlt die aktuelle Scheibe deutlich mehr Rock'n'Roll aus. Und das trotz der der unglaublich großen Ambitionen und Abwechslung.“ Er vergab vier von fünf Sternen. Steve Beebee schrieb im Kerrang!: „Taken as a whole, Planet Zero continues Shinedown’s good work but widens their stride. Most of these songs could stand alone, but together they’re the work of a band unafraid of veering from one side of life’s road to another, and of rock stars totally in tune with the people who put them there.“ Die Bewertung lag bei vier von fünf Punkten.

### Chartplatzierungen
| ChartsChartplatzierungen       | Höchstplatzierung | Wochen |
| ------------------------------ | ----------------- | ------ |
| Deutschland (GfK)              | 15 (1 Wo.)        | 1      |
| Österreich (Ö3)                | 21 (1 Wo.)        | 1      |
| Schweiz (IFPI)                 | 10 (2 Wo.)        | 2      |
| Vereinigte Staaten (Billboard) | 5 (2 Wo.)         | 2      |
| Vereinigtes Königreich (OCC)   | 4 (1 Wo.)         | 1      |